# Escut de Sellui
Actualment, l'entitat municipal descentralitzada (EMD) de Sellui, al municipi de Baix Pallars (Pallars Sobirà), disposa d'escut oficial segons la normativa regulada per la Generalitat de Catalunya.
El dia 22 de novembre de 2021 la Junta de Veïns de l'Entitat Municipal Descentralitzada de Sellui va acordar iniciar l'expedient d'adopció de l'escut heràldic local per representar que els habitants se'ls anomena cua-rois i el color roig de la terra, amb rodelles de sable, en referència a l'etimologia de Sellui ('lloc de forats') i una torre, que simbolitza el castell de la Crua. Al peu una vall, per la vall d'Ancs, carregada de tres palles col·locades en banda, senyal del comtat de Pallars Sobirà.
Posteriorment, es va aprovar definitivament mitjançant Resolució de la Presidència PRE/1377/2022, de 8 de maig, per la qual es dona conformitat a l'adopció de l'escut heràldic de l'Entitat Municipal Descentralitzada de Sellui, publicada al DOGC núm. 8666, de 12 de maig del mateix any.

## Descripció heràldica
Escut caironat: d'argent, una vall de gules carregada de tres palles d'or posades en banda, sobremuntada d'un castell obert de gules acompanyat de tres rodelles de sable malordenades.